# Sad Song (песня The Cars)
Sad Song (с англ. — «Грустная Песня») — двадцать пятый в общем и единственный с альбома Move Like This сингл американской рок-группы The Cars, вышедший 1 марта 2011 года на лейбле Hear Music.

## О песне
Это первая песня, выпущенная The Cars после распада 1988 года, также это первая песня, в которой басист Бенджамин Орр не принимал участия из-за смерти в 2000 году.
Краткий клип на песню был выпущен в декабре 2010 года; полная версия песни была выпущена на радио 1 марта 2011 года.
Журнал Exclaim! прокомментировал песню так: «Несмотря на название и текст, она не звучит особенно грустно, так как содержит весёлый ритм и запоминающуюся смесь синтезаторов и гитар». Критики отметили сходство «Sad Song» с более ранними синглами группы, такими как «My Best Friend’s Girl» 1978 года и «Let’s Go» 1979 года.
«Sad Song» достигла 33-го места в чарте Billboard Rock Songs.

## Список композиций
Слова и музыка всех песен — Рик Окасек.
| №  | Название   | Перевод        | Длительность |
| -- | ---------- | -------------- | ------------ |
| 1. | «Sad Song» | Грустная Песня | 3:37         |

| №  | Название   | Перевод          | Длительность |
| -- | ---------- | ---------------- | ------------ |
| 1. | «Blue Tip» | Синий Наконечник | 3:13         |

## Участники записи
- Рик Окасек — ведущий и бэк-вокал, гитары, клавишные
- Эллиот Истон — гитары, бэк-вокал
- Грег Хоукс — клавишные, гитары, бас-гитара, бэк-вокал
- Дэвид Робинсон — ударные, перкуссия, бэк-вокал
- Джекнайф Ли — дополнительный бас, продюсер
- Сэм Белл — звукорежиссёр
- Крис Оуэнс — ассистент звукорежиссёра
- Ванесса Парр — ассистент звукорежиссёра
- Джаред Скотт — сведение

## Чарты
| Чарт (2011)                                  | Наивысшая позиция |
| -------------------------------------------- | ----------------- |
| Канада (Billboard Rock)                      | 49                |
| США (Billboard Hot Rock & Alternative Songs) | 33                |